# Карси (Малопольське воєводство)
Карси (пол. Karsy) — село в Польщі, у гміні Ґрембошув Домбровського повіту Малопольського воєводства.
Населення — 207 осіб (2011).
У 1975-1998 роках село належало до Тарновського воєводства.

## Демографія
Демографічна структура станом на 31 березня 2011 року:
|          | Загалом | Допрацездатний вік | Працездатний вік | Постпрацездатний вік |
| -------- | ------- | ------------------ | ---------------- | -------------------- |
| Чоловіки | 110     | 16                 | 79               | 15                   |
| Жінки    | 97      | 10                 | 59               | 28                   |
| Разом    | 207     | 26                 | 138              | 43                   |